# Lac La Biche
Lac La Biche ist ein Weiler (englisch Hamlet) in Alberta, Kanada. Sie liegt am südlichen Ufer des Lac La Biche und ca. 170 km nordöstlich von Edmonton. Die Gemeinde liegt an der so genannten Northern Woods and Water Route, einer touristischen Route die durch die vier westlichen Provinzen Kanadas führt.
Bis Ende 2006 hatte die Gemeinde den Statuts einer Kleinstadt (englisch Town). Dann wurde sie zu einem Weiler heruntergestuft und in den zum 1. Januar 2007 neu formierten Verwaltungsbezirk Lac La Biche County eingegliedert. Der Verwaltungsbezirk hat heute seinen Verwaltungssitz in der Gemeinde.

## Demographie
Der Zensus im Jahr 2016 ergab für die Ansiedlung (Population centre) eine Bevölkerungszahl von 2.294 Einwohnern, nachdem der Zensus im Jahr 2011 für die Gemeinde noch eine Bevölkerungszahl von 2.429 Einwohnern ergab. Die Bevölkerung hat dabei im Vergleich zum letzten Zensus im Jahr 2011 um 5,6 % abgenommen und liegt damit entgegen dem Provinzdurchschnitt mit einer Bevölkerungszunahme um 11,6 %.
Für den Zensus 2016 wurde für die Gemeinde ein Medianalter von 36,05 Jahren ermittelt. Das Medianalter der Provinz lag 2016 bei 36,7 Jahren. Das örtliche Durchschnittsalter lag bei 37,3 Jahren, bzw. in der Provinz bei 37,8 Jahren.

## Söhne und Töchter der Stadt
- René Bourque (* 1981), kanadischer Eishockeyspieler